# 존 포플
존 포플 경(영어: Sir John Pople, KBE, FRS, 1925년 10월 31일 ~ 2004년 3월 15일)은 영국의 화학자이다. 1998년에 양자 화학의 계산방법론을 개발한 공로로 월터 콘과 함께 노벨 화학상을 받았다.

## 상훈
- 1948년: 메이휴상(Mayhew Prize)
- 1970년: 어빙 랭뮤어상(Irving Langmuir Award)
- 1988년: 데이비 메달(Davy Medal)
- 1992년: 울프 화학상
- 1998년: 노벨 화학상
- 2002년: 코플리 메달
- 2003년: 대영 제국 훈장 2등급(KBE, 작위급 훈장)[6]

## 회원
- 1961년: 왕립학회 회원[1]